# Vision du cheval

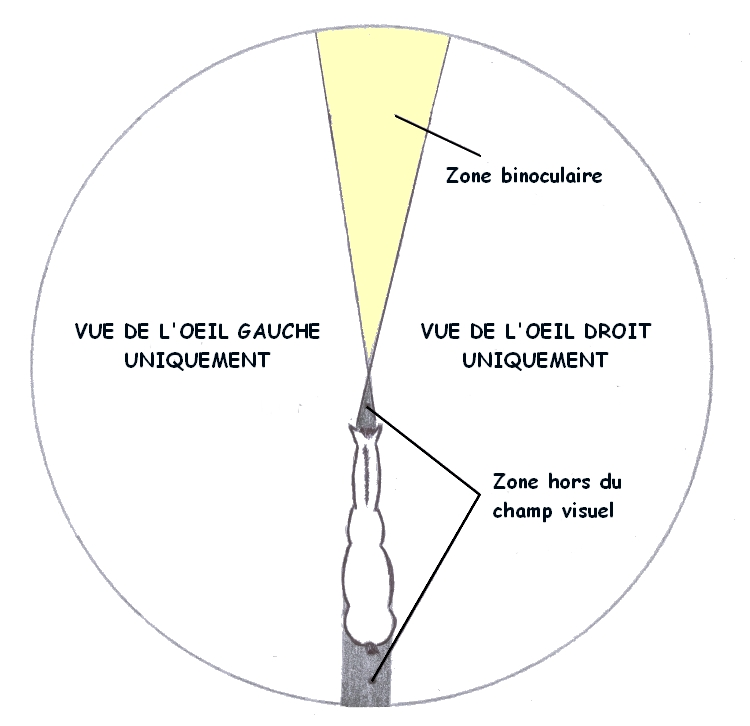
Représentation schématisée du champ visuel panoramique très large du cheval.

La vision du cheval est un sens essentiel chez cette espèce animale, permettant à la fois la communication et le repérage de ses prédateurs. L'œil du cheval est ainsi l'un des plus grands parmi les animaux terrestres. Placés latéralement et saillants sur la tête, ces yeux n'ont pas de fovea, mais deux zones de perception précises, des cônes, des bâtonnets et un tapetum lucidum. La pupille horizontale offre une vision panoramique. Les yeux du cheval ont également la particularité de posséder des corpora nigra, dits « grains de suie », très richement irrigués. Ils ont peut-être un rôle dans l’oxygénation du segment antérieur de l’œil, ou contre l'éblouissement dû aux rayons solaires.

## Perception des couleurs
Contrairement à une légende répandue, le cheval ne voit pas en noir et blanc puisqu'il possède suffisamment de cônes pour une vision des couleurs. La perception des couleurs est cependant dichromatique : il ne distingue pas le vert du rouge quand leurs luminosités ont été égalisées. Le cheval ne perçoit pas le rouge.

## Particularités

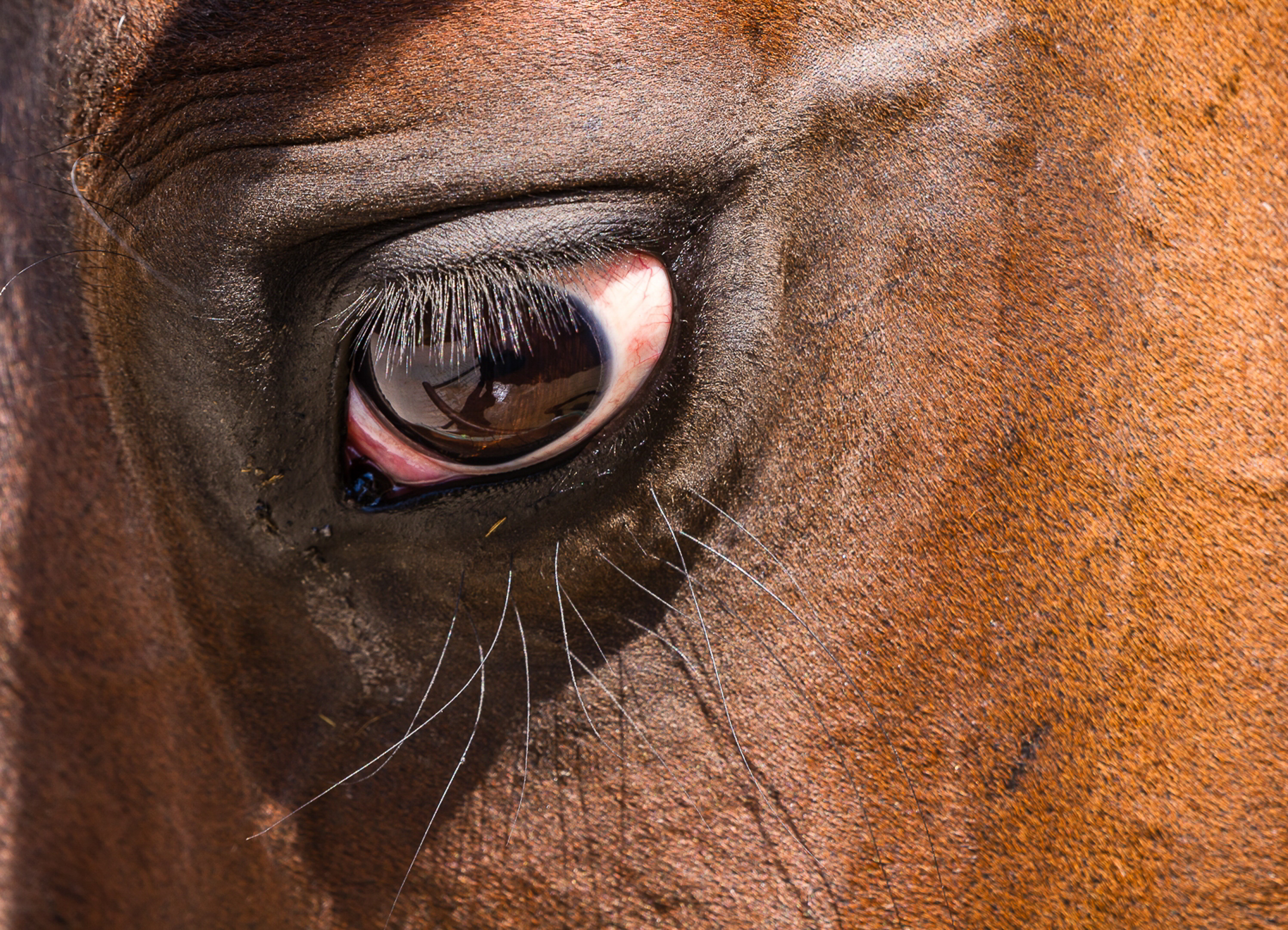
Sclérotique apparente
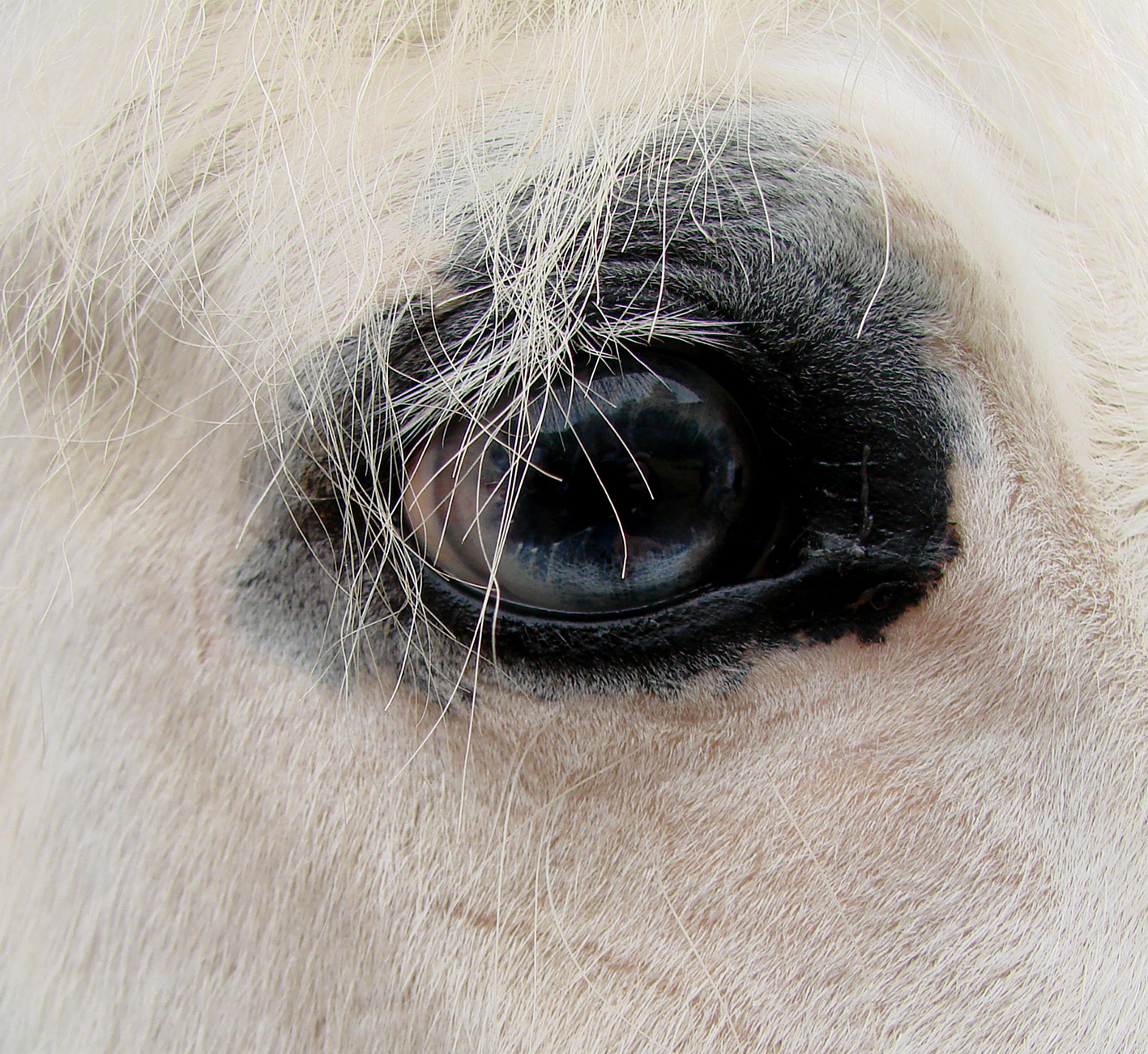
Iris bleu
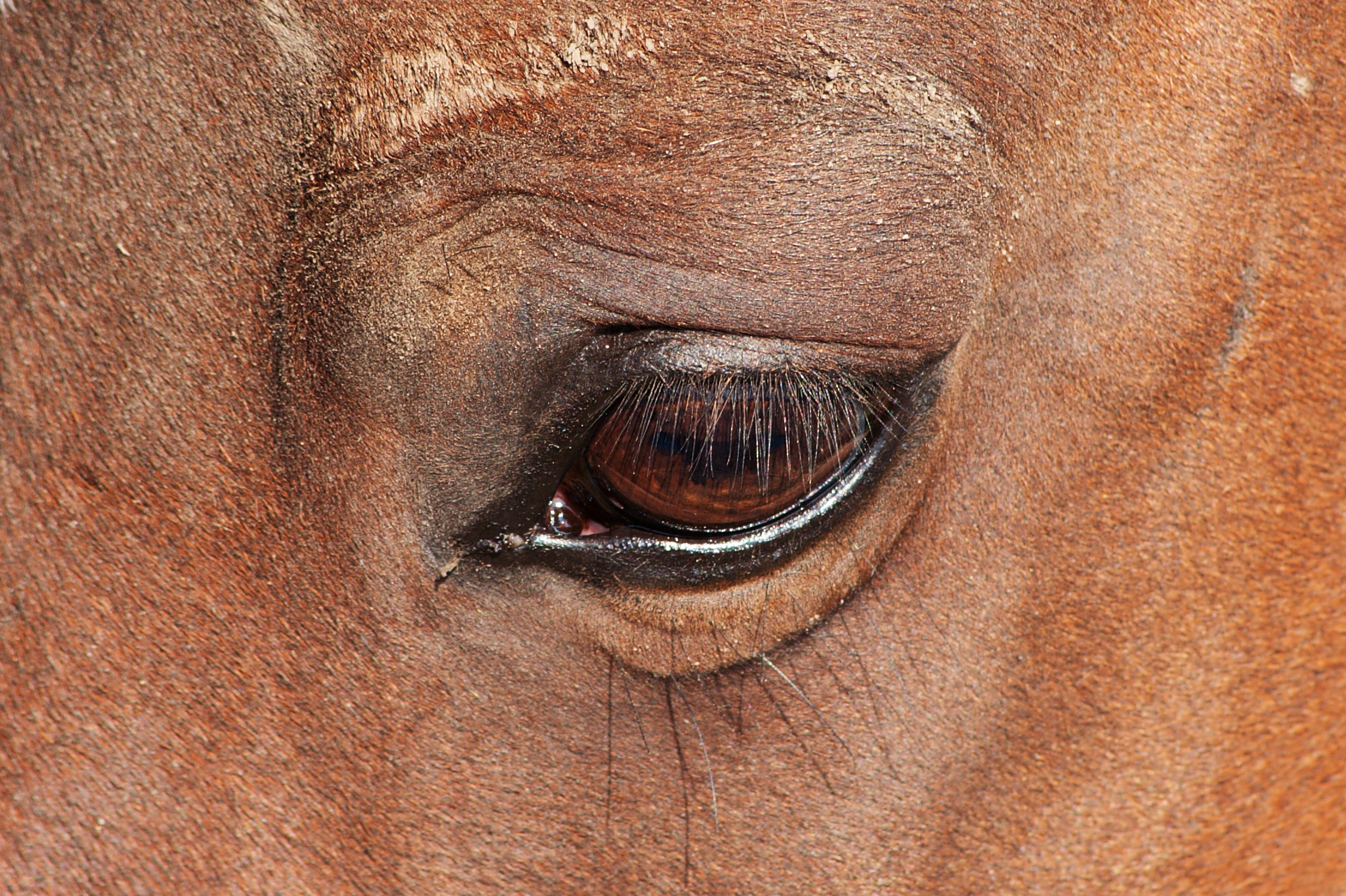
Iris brun
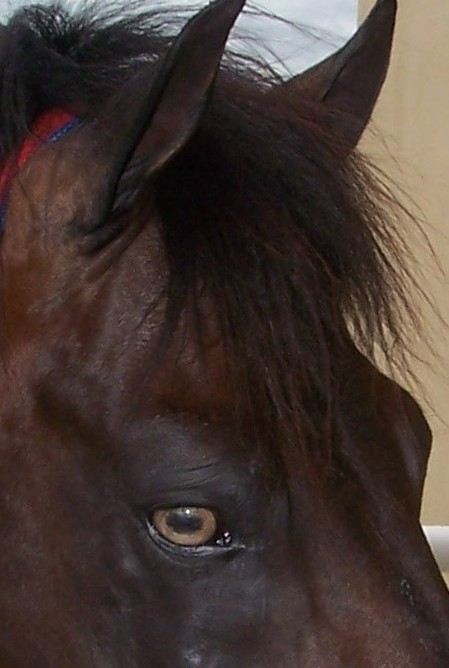
Iris jaune-doré

Les chevaux aux yeux bleus sont plus susceptibles de développer un carcinome spinocellulaire que les chevaux aux yeux foncés, en revanche la fréquence des autres types de maladies oculaires est comparable.

## Maladies et troubles de l’œil
L'utilisation sportive des chevaux demande une fonction visuelle optimale, et constitue donc un motif fréquent de consultation vétérinaire. En raison de la position de l’œil sur la tête et de sa taille, celui-ci est en effet très vulnérable aux traumatismes externes. Un problème de vue peut entraîner des troubles comportementaux. 

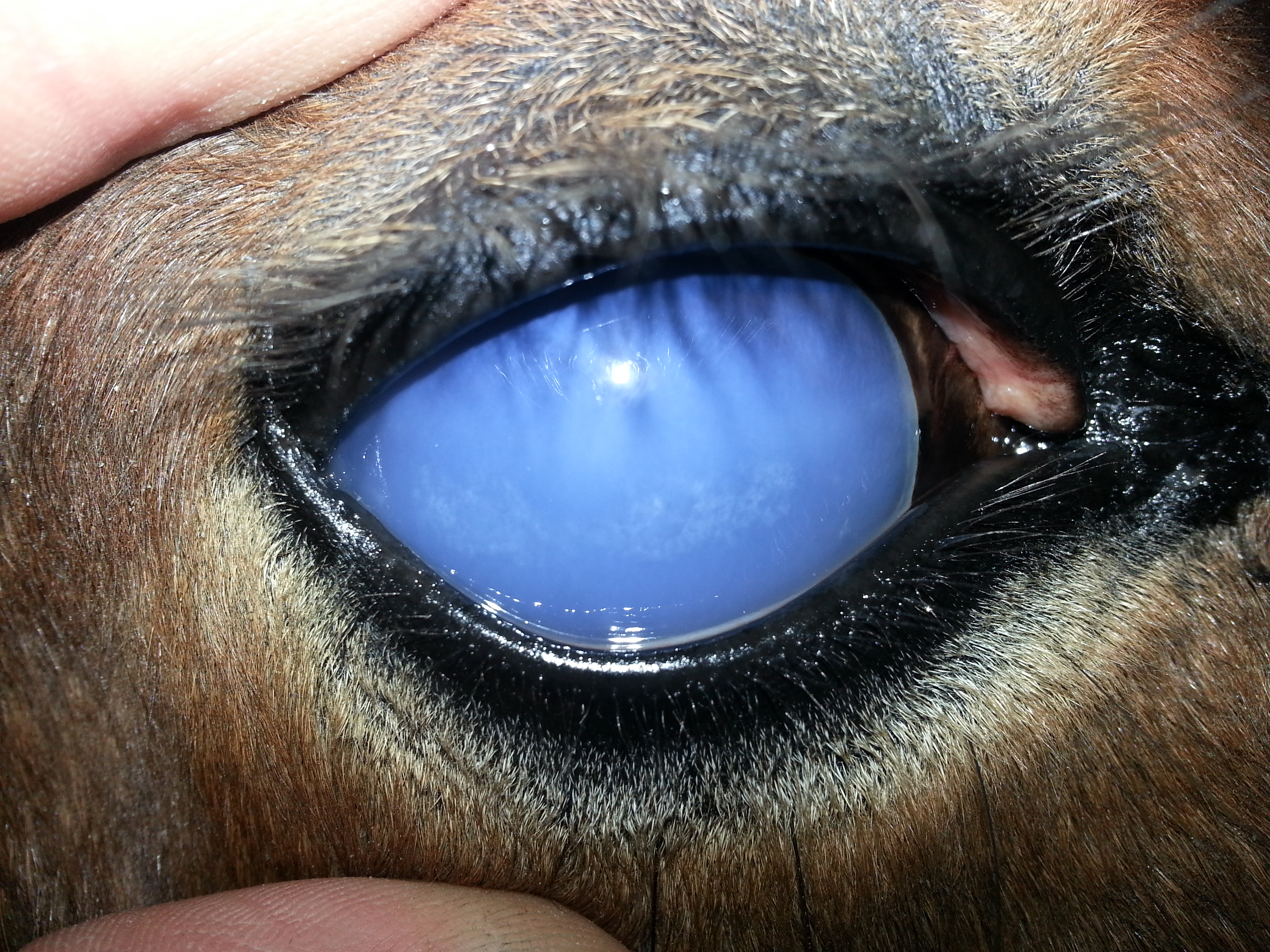
Œil d'un cheval aveugle
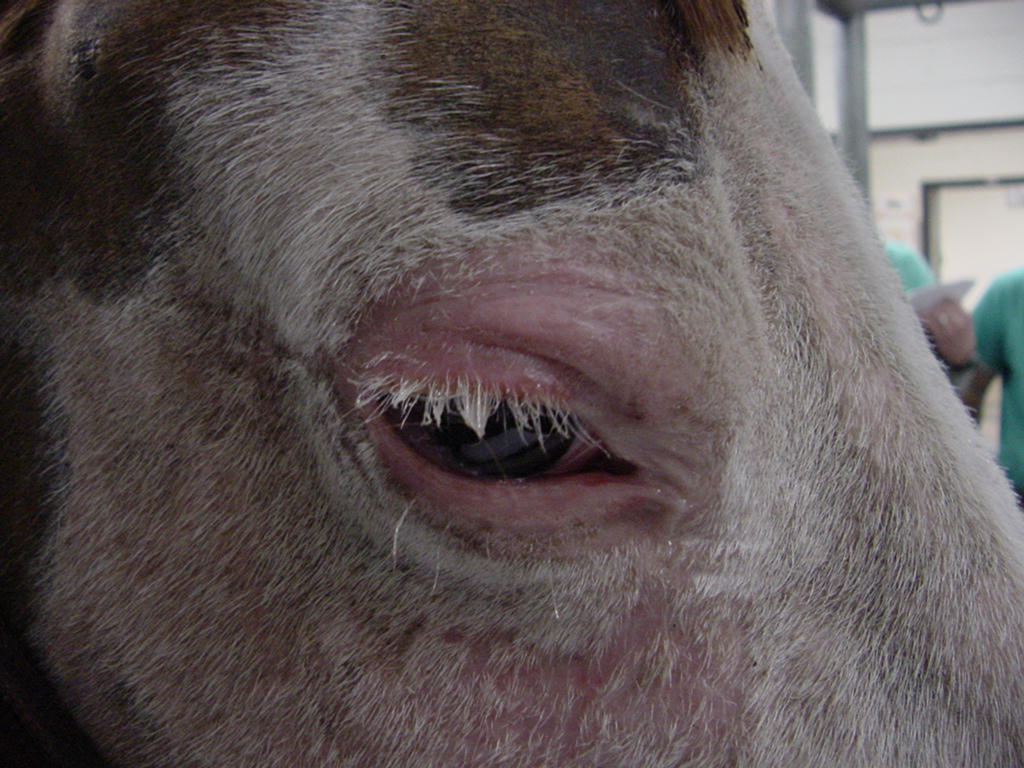
Carcinome solaire